# C. H. Beck
Видавництво C. H. Beck (нім. Verlag CH BECK oHG) — видавництво засноване в 1763 році Карлом Готлобом Беком, є одним із найстаріших видавництв Німеччини. Воно працює у двох основних напрямках: Закон — Податки — Бізнес та Література — Документальна література — Наука. Видавництво щорічно випускає до 1500 нових видань, включаючи багато електронних публікацій, близько 70 професійних журналів. Штаб-квартира знаходиться в Мюнхені, а філія — у Франкфурті . Історично штаб-квартира знаходилася в Нердлінгені, ініціали сина засновника та наступника, Карла Генріха Бека, збереглися в нинішній назві компанії. У мюнхенській штаб-квартирі працює 650 співробітників, 120 наукових редакторів об'єднали роботу в офісах у Мюнхені та Франкфурті, підтримуючи понад 14 000 авторів. Франкфуртський офіс містить редакційні відділи більшості юридичних журналів CH Beck. З 1999 року видавництво Nomos належить групі CH Beck, яка також має дочірні компанії в Швейцарії, Польщі, Чехії та Румунії. Як група видавництв, за оборотом CHBeck входить до 10 найбільших груп у Німеччині та до 50 найбільших у світі.
З першої половини ХХ століття виробляється випуск збірників законів на окремих листах. Починаючи з 1938 видавництво видає Palandt — короткий коментар до Німецького цивільного уложення, а з 1947 найважливіше для Німеччини юридичне періодичне видання — щотижневу Neue Juristische Wochenschrift. З кінця 1970-х років видаються так звані Мюнхенські коментарі — докладні науково-практичні коментарі до німецьких законів. Мюнхенський коментар до Німецького цивільного уложення у виданні 2017 року включає дванадцять томів (приблизно 28 тисяч сторінок).